# Rock the Cosmos Tour
Die Rock the Cosmos Tour war die zweite und gleichzeitig letzte weltweite Konzerttournee der britischen Rockband Queen (bestehend aus Gitarrist Brian May und Schlagzeuger Roger Taylor) zusammen mit dem Sänger Paul Rodgers (Free, Bad Company) unter dem Namen Queen + Paul Rodgers. Auf dieser Tour stellten sie ihr gemeinsames Studioalbum The Cosmos Rocks (2008) vor. Zwischen September und November 2008 gab die Gruppe insgesamt 40 Konzerte in Europa, Südamerika und dem nahen Osten. Im Gespräch waren außerdem Shows in Nordamerika und Japan, die jedoch nicht realisiert wurden, da Rodgers im Frühjahr 2009 seinen Ausstieg aus dem Projekt bekanntgab.

## Hintergrund
Die Rock the Cosmos Tour startete am 12. September 2008 in Charkiw und endete am 29. November desselben Jahres in Rio de Janeiro. Dabei spielten Queen erstmals in ihrer Live-Karriere in der Ukraine, Russland, Lettland, den Vereinigten Arabischen Emiraten und Chile und gaben zudem Konzerte in Argentinien und Brasilien, wo sie zuletzt 1981, bzw. 1985 gespielt hatten. Angekündigt wurde außerdem für den 20. September 2008 ein Konzert in der ehemaligen Lenin-Werft in Danzig, der Keimzelle der 1980 von Lech Wałęsa ins Leben gerufenen Gewerkschaft Solidarność. Allerdings verschwand dieser Termin zwei Tage nach Ankündigung der Europa-Tournee aus zunächst unbekannten Gründen vom Tourplan. Als Begründung wurde von Seiten des Queen-Managements schließlich Probleme bei der Suche eines geeigneten Sponsors angegeben.
Das Auftaktkonzert in Charkiw fand als Benefiz-Konzert zugunsten der ukrainischen AIDS-Stiftung Olena Pinchuk AntiAids Foundation statt, da die Ukraine zu diesem Zeitpunkt die höchste Rate an Neuinfektionen der HIV-Immunschwächekrankheit verzeichnete. Das Konzert, zu dem geschätzte 350.000 Besucher kamen, wurde live auf diversen europäischen Fernseh- und Radiosendern übertragen und erreichte somit ein internationales Publikum von über 10. Mio. Menschen.
Das Bühnenbild sah fast genauso aus wie bei der vorherigen Queen + Paul Rodgers Tour. Allerdings wurden auf beiden Seiten der Bühne Laufstege hinzugefügt, die zusammen die Form eines „U“ bildeten, auf ihnen liefen Paul Rodgers und Brian May gelegentlich durch das Publikum oder spielten alle Bandmitglieder während des Akustikteils die Stücke Seagull, Love of My Life, ’39, und I’m in Love with My Car. Anders als bei der vorherigen Tournee, bei der lediglich während Bohemian Rhapsody ein großer LED-Screen zum Einsatz kam, wurde auf dieser Tournee die ganze Show über ein Videobildschirm in Szene gesetzt. Auf ihm wurden die Musiker sowie speziell gefertigte Animationen und älteres Filmmaterial mit Freddie Mercury gezeigt.
Unterstützt wurde die Band wie schon auf ihrer vorherigen Tournee durch die Tourmusiker Danny Miranda (Bass) Jamie Moses (Gitarre) und Spike Edney (Keyboards), letztgenannter begleitete Queen bereits seit ihrer The Works Tour (1984/85).
Die Konzerte begann mit einem instrumentalen Intro, welches nahtlos in die Einleitung von Surf’s Up...School’s Out! überging, während die Band die Bühne betrat. Queen + Paul Rodgers eröffneten die Shows mit einem Medley aus gekürzten Versionen von Hammer to Fall und Tie Your Mother Down. Bei Bijou waren auf dem Videobildschirm Aufnahmen von Freddie Mercury beim Queen-Konzert im Londoner Wembley-Stadion im Jahr 1986 zu sehen und bei Last Horizon strahlten die Bühnen-Scheinwerfer auf eine an der Hallendecke hängenden Spiegelkugel. Während der Darbietung von Bohemian Rhapsody wurden wie schon auf der vorherigen Tournee Freddie Mercurys originale Gesangs- und Klavierspuren verwendet und auf LED-Screen der Performance des Songs beim Queen-Konzert in Montréal im November 1981 (Queen Rock Montreal) gezeigt, während die Band das Lied live spielte.
Obwohl das Album The Cosmos Rocks den Erfolg früherer Queen-Alben nicht wiederholen konnte und auch Kritiken der schreibenden Musikpresse gemischt ausfielen, war die Tournee dennoch ein großer Erfolg für die Band, die insgesamt vor über 1 Mio. Zuschauern spielte.
Dennoch fanden nach 2008 keine gemeinsamen Konzerte von Queen und Paul Rodgers mehr statt, da Rodgers im Mai 2009 verkündete, nicht länger der Sänger des gemeinsamen Projektes zu sein, jedoch für zukünftige, einmalige Aktionen wie Benefizkonzerte jederzeit zur Verfügung zu stehen. In der Folge verwirklichte Rodgers 2010 eine Reunion mit überlebenden Mitgliedern von Bad Company, während Brian May und Roger Taylor sich 2011 mit dem Sänger, Songwriter und ehemaligen American Idol-Teilnehmer Adam Lambert zusammenschlossen und mit ihm seitdem unter den Projektnamen Queen + Adam Lambert Konzerte geben.

## Liveaufnahmen
Ein Mitschnitt des Eröffnungskonzert in Charkiw am 12. September 2008 erschien neun Monate später am 15. Juni 2009 unter dem Titel Live in Ukraine als Doppel-CD und DVD.

## Setlist

### Beispiel-Setlist
- Intro (Cosmos Rockin’/Surf’s Up...School’s Out!)
- Hammer to Fall
- Tie Your Mother Down
- Fat Bottomed Girls
- Another One Bites the Dust
- I Want It All
- I Want to Break Free
- C-lebrity
- Surf’s Up...School’s Out!
- Seagull
- Love of My Life
- ’39
- Bass Solo
- Drum Solo
- I’m in Love with My Car
- A Kind of Magic
- Say It’s Not True
- Bad Company
- We Believe
- Guitar Solo
- Bijou
- Last Horizon
- Radio Ga Ga
- Crazy Little Thing Called Love
- The Show Must Go On
- Bohemian Rhapsody
- Cosmos Rockin’
- All Right Now
- We Will Rock You
- We Are the Champions
- Outro (God Save the Queen)

## Tourdaten
| Nr.                        | Datum                      | Stadt                      | Land                         | Veranstaltungsort               |                            |
| Leg 1 – Europa/Naher Osten | Leg 1 – Europa/Naher Osten | Leg 1 – Europa/Naher Osten | Leg 1 – Europa/Naher Osten   | Leg 1 – Europa/Naher Osten      | Leg 1 – Europa/Naher Osten |
| -------------------------- | -------------------------- | -------------------------- | ---------------------------- | ------------------------------- | -------------------------- |
| 1                          | 12. September 2008         | Charkiw                    | Ukraine                      | Ploshcha Svobody                |                            |
| 2                          | 15. September 2008         | Moskau                     | Russland                     | Sportivnyy kompleks Olimpiyskiy |                            |
| 3                          | 16. September 2008         | Moskau                     | Russland                     | Sportivnyy kompleks Olimpiyskiy |                            |
| 4                          | 19. September 2008         | Riga                       | Lettland                     | Arēna Rīga                      |                            |
| xx                         | 20. September 2008         | Danzig                     | Polen                        | Stocznia Gdańsk Spółka Akcyjna  |                            |
| 5                          | 21. September 2008         | Berlin                     | Deutschland                  | Velodrom                        |                            |
| 6                          | 23. September 2008         | Antwerpen                  | Belgien                      | Sportpaleis                     |                            |
| 7                          | 24. September 2008         | Paris                      | Frankreich                   | Palais Omnisport de Bercy       |                            |
| 8                          | 26. September 2008         | Rom                        | Italien                      | PalaLottomatica                 |                            |
| 9                          | 28. September 2008         | Assago                     | Italien                      | DatchForum                      |                            |
| 10                         | 29. September 2008         | Zürich                     | Schweiz                      | Hallenstadion                   |                            |
| 11                         | 1. Oktober 2008            | München                    | Deutschland                  | Olympiahalle                    |                            |
| 12                         | 2. Oktober 2008            | Mannheim                   | Deutschland                  | SAP Arena                       |                            |
| 13                         | 4. Oktober 2008            | Hannover                   | Deutschland                  | TUI Arena                       |                            |
| 14                         | 5. Oktober 2008            | Hamburg                    | Deutschland                  | Color Line Arena                |                            |
| 15                         | 7. Oktober 2008            | Rotterdam                  | Niederlande                  | Sportpaleis Ahoy’               |                            |
| 16                         | 8. Oktober 2008            | Esch-sur-Alzette           | Luxemburg                    | Rockhal                         |                            |
| 17                         | 10. Oktober 2008           | Nottingham                 | England                      | Trent FM Arena                  |                            |
| 18                         | 11. Oktober 2008           | Glasgow                    | Schottland                   | SECC                            |                            |
| 19                         | 13. Oktober 2008           | London                     | England                      | The O2 Arena                    |                            |
| 20                         | 14. Oktober 2008           | Cardiff                    | Wales                        | International Arena             |                            |
| 21                         | 16. Oktober 2008           | Birmingham                 | England                      | National Indoor Arena           |                            |
| 22                         | 18. Oktober 2008           | Liverpool                  | England                      | Echo Arena                      |                            |
| 23                         | 19. Oktober 2008           | Sheffield                  | England                      | Sheffield Arena                 |                            |
| 24                         | 22. Oktober 2008           | Barcelona                  | Spanien                      | Palau Sant Jordi                |                            |
| 25                         | 24. Oktober 2008           | Murcia                     | Spanien                      | Estadio La Condomina            |                            |
| 26                         | 25. Oktober 2008           | Madrid                     | Spanien                      | Palacio de los Deportes         |                            |
| 27                         | 28. Oktober 2008           | Budapest                   | Ungarn                       | Papp László Sportaréna          |                            |
| 28                         | 29. Oktober 2008           | Belgrad                    | Serbien                      | Beogradska Arena                |                            |
| 29                         | 31. Oktober 2008           | Prag                       | Tschechien                   | O2 Arena                        |                            |
| 30                         | 1. November 2008           | Wien                       | Osterreich                   | Stadthalle                      |                            |
| 31                         | 4. November 2008           | Newcastle upon Tyne        | England                      | Metro Radio Arena               |                            |
| 32                         | 5. November 2008           | Manchester                 | England                      | Manchester Evening News Arena   |                            |
| 33                         | 7. November 2008           | London                     | England                      | The O2 Arena                    |                            |
| 34                         | 8. November 2008           | London                     | England                      | Wembley Arena                   |                            |
| 35                         | 14. November 2008          | Dubai                      | Vereinigte Arabische Emirate | Al Kheeran                      |                            |
| Leg 2 – Südamerika         |                            |                            |                              |                                 |                            |
| 36                         | 19. November 2008          | Santiago de Chile          | Chile                        | Estadio San Carlos de Apoquindo |                            |
| 37                         | 21. November 2008          | Buenos Aires               | Argentinien                  | Estadio José Amalfitani         |                            |
| 38                         | 26. November 2008          | São Paulo                  | Brasilien                    | Via Funchal                     |                            |
| 39                         | 27. November 2008          | São Paulo                  | Brasilien                    | Via Funchal                     |                            |
| 40                         | 29. November 2008          | Rio de Janeiro             | Brasilien                    | HSBC Arena                      |                            |

## Band
- Paul Rodgers: Gesang, Gitarre bei Crazy Little Thing Called Love
- Brian May: Gitarre, Hintergrundgesang
- Roger Taylor: Schlagzeug, Percussion, Hintergrundgesang
- Freddie Mercury: vorab aufgenommener Gesang und vorab aufgenommenes Klavier bei Bohemian Rhapsody
- Spike Edney: Keyboards, Klavier, Hintergrundgesang, Gitarre bei Hammer to Fall
- Danny Miranda: Bass, Gitarre, Hintergrundgesang
- Jamie Moses: Gitarre, Hintergrundgesang